# Chennasoge, Hunsur
Chennasoge là một làng thuộc tehsil Hunsur, huyện Mysore, bang Karnataka, Ấn Độ.